# مقاطعة لودي
مقاطعة لُودَة أو لودي (بالإيطالية: Provincia di Lodi)‏، مقاطعة في إقليم لُمبَرديا شمال إيطاليا عاصمتها مدينة لودي.
تحدها من الشمال مقاطعة ميلانو، ومن الشرق مع مقاطعة كرِمونة، وجنوبا إقليم إميليا رومانيا (عند مقاطعة بِيَشِنزة)، وغربا مقاطعة بابية.
مساحتها 782 كلم²، ويبلغ مجموع عدد سكانها 215.386 نسمة.
تم استحداثها عام 1992 من 61 بلدية كانت تابعة لمقاطعة ميلانو.